# Zanthoxylum hirsutum
Zanthoxylum hirsutum är en vinruteväxtart som beskrevs av Samuel Botsford Buckley. Zanthoxylum hirsutum ingår i släktet Zanthoxylum och familjen vinruteväxter. Inga underarter finns listade i Catalogue of Life.